# Bob Girls
Bob Girls (hangul: 단발머리) var en sydkoreansk tjejgrupp bildad år 2014 av Chrome Entertainment.
Gruppen som bestod av de fyra medlemmarna Dahye, Yujeong, Jina och Danbi, upplöstes år 2015.

## Karriär

### Debut med "No Way"
I maj 2014 meddelade Chrome Entertainment att skivbolagets nya tjejgrupp Bob Girls, bestående av de fyra medlemmarna Dahye, Yujeong, Jina och Danbi, skulle debutera kommande månad. Den 3 juni meddelade Chrome att datumet för debuten var satt till den 10 juni då gruppens singelalbum skulle släppas, innehållande debutsingeln "No Way" och ytterligare en låt med titeln "Oh My Boy".
Den 9 juni 2014 släpptes en teaser från debutsingelns tillhörande musikvideo, och den 10 juni släpptes hela musikvideon till "No Way", samt singelalbumet med titeln The 1st Single Album. Gruppen framträdde med "No Way" i musikprogram som M! Countdown på Mnet den 12 juni, och i specialavsnittet av Music Bank på KBS den 13 juni i samband med Fotbolls-VM 2014.

### Nytt singelalbum
Den 2 juli 2014 började reality-programmet Training the Tomboy Girl Group Bob Girls att sändas på TV-kanalen MBC Music. Serien följde Bob Girls under tiden fram till deras debut och i den medverkade också andra artister från gruppens skivbolag Chrome Entertainment, som Crayon Pop och K-Much.
Den 30 juli 2014 påbörjade gruppen marknadsföring av sin tidigare släppta låt "Oh My Boy" genom att samma dag göra sitt första framträdande med låten i musikprogrammet Show Champion på MBC Music. Den 31 juli släpptes också Summer Repackage, en nyutgåva av deras första singelalbum, och som innehåller nya versioner av både "No Way" och "Oh My Boy".
I september 2014 var tjejgruppen Ladies' Code med om en bilolycka som resulterade i att medlemmarna EunB och RiSe omkom. Efter detta rapporterades det att flera skivbolags fordon som transporterade olika idolgrupper illegalt använde ljudsirener för att enkelt ta sig genom trafiken och därmed kunna hinna med så många evenemang som möjligt, bara för att också kunna tjäna så mycket pengar som möjligt. Bob Girls skivbolag Chrome Entertainment var en av dem som använde sirener då böterna för att bli påkommen var så låga att det var värt det ekonomiskt, men de tog bort dem från sina fordon av säkerhetsskäl efter incidenten med Ladies' Code.

### Sista aktiviteter och upplösning
Den 4 oktober 2014 framträdde Bob Girls i Japan i samband med Chrome Entertainments allra första konsert i landet. Konserten hölls på Shinagawa Stellar Ball i Tokyo där flera av skivbolagets artister medverkande. I slutet av november 2014 släpptes teasers inför Chrome Entertainments julsingel "Love Christmas" med Bob Girls medverkande tillsammans med andra av skivbolagets artister. Musikvideon till låten släpptes den 3 december.
I februari 2015 meddelade Chrome Entertainment att Bob Girls upplösts efter att man avbrutit kontraktet med gruppen. Gruppen hade redan i december 2014 tagit en paus från sina aktiviteter efter att gruppmedlemmen Jina blivit diagnosticerad med encefalit.
I juli 2015 gjorde den nya tjejgruppen LoveUs debut med singeln "Tickle", bestående bland annat av de tidigare gruppmedlemmarna Dahye och Danbi från Bob Girls.

## Medlemmar
| Artistnamn   | Artistnamn | Födelsenamn  | Födelsenamn | Födelsedatum     | Födelseort         |
| Romanisering | Hangul     | Romanisering | Hangul      | Födelsedatum     | Födelseort         |
| ------------ | ---------- | ------------ | ----------- | ---------------- | ------------------ |
| Dahye        | 다혜       | Jeon Da-hye  | 전다혜      | 26 mars 1992     | Seoul, Sydkorea    |
| Yujeong      | 유정       | Heo Yu-jeong | 허유정      | 27 augusti 1992  | Cheongju, Sydkorea |
| Jina         | 지나       | Yeom Ji-na   | 염지나      | 20 november 1992 | Incheon, Sydkorea  |
| Danbi        | 단비       | Na Dan-bi    | 나단비      | 7 juni 1994      | Naju, Sydkorea     |

## Diskografi

### Album
| Albuminformation                                          | Topplacering          |
| Albuminformation                                          | Sydkorea (Gaon Chart) |
| --------------------------------------------------------- | --------------------- |
| The 1st Single Album (singelalbum) - Släppt: 10 juni 2014 | —                     |
| Summer Repackage (singelalbum) - Släppt: 31 juli 2014     | —                     |

### Singlar
| År   | Titel                                                 | Topplacering          |
| År   | Titel                                                 | Sydkorea (Gaon Chart) |
| ---- | ----------------------------------------------------- | --------------------- |
| 2014 | "No Way"                                              | 160                   |
| 2014 | "Oh My Boy"                                           | 324                   |
| 2014 | "Love Christmas" (med Crayon Pop, K-Much och Zan Zan) | 134                   |